# Jaf (cheval)
Le Jaf est une race de chevaux originaire d'Iran, où il fait partie du groupe des chevaux du plateau persan.

## Histoire
Comme l'Arabe persan, le Jaf descend vraisemblablement de l'Arabe, importé durant des siècles par les tribus persanes.

## Description
C'est un cheval de modèle léger. Il présente nettement le modèle du cheval de selle et du cheval oriental, avec une influence claire de l'Arabe sur son modèle.
Gianni Ravazzi lui attribue une taille de 1,50 m à 1,65 m.
Il présente un modèle haut, doté de jambes longues et fines, terminées par des sabots particulièrement durs, adaptés aux sols rocheux et chauds. La robe peut être alezane, baie, grise ou noire.
Il est résistant aux rigueurs du climat, et présente un caractère courageux et vif.

## Utilisations
Il sert surtout de monture dans les zones désertiques.

## Diffusion de l'élevage
La base de données DAD-IS le classe comme une variété du cheval du plateau persan, originaire du Kurdistan iranien. Elle ne fournit aucun relevé d'effectifs.
L'étude menée par l'Université d'Uppsala pour la FAO en août 2010 le signale comme race locale asiatique, dont le niveau de menace est inconnu.